# Miraculina
Miraculina é uma molécula química de glicoproteína encontrada nas bagas da fruta-milagrosa, cujo nome científico é Sideroxylon dulcificum. Esta molécula é formada por 191 aminoácidos ligados a algumas cadeias de carboidratos, ocorrendo como um tetramero. Foi isolada pela primeira vez em 1968 pelo Prof. Kenzo Kurihara e sequenciada pela primeira vez em 1989.
A miraculina ganhou este nome por ser considerada milagrosa, já que engana a percepção do gosto azedo e amargo da língua, fazendo com que a comida azeda e amarga (como o limão, por exemplo), caso seja consumida após a ingestão da miraculina, passe a ter um gosto muito doce. O efeito dura entre trinta minutos a duas horas.

## Estrutura da Glicoproteína
| SIGNAL (29) | MKELTMLSLS FFFVSALLAA AANPLLSAA                        |
| 1-50        | DSAPNPVLDI DGEKLRTGTN YYIVPVLRDH GGGLTVSATT PNGTFVCPPR |
| 51-100      | VVQTRKEVDH DRPLAFFPEN PKEDVVRVST DLNINFSAFM PNPGPETISS |
| 101-150     | WCRWTSSTVW RLDKYDESTG QYFVTIGGVK FKIEEFCGSG FYKLVFCPTV |
| 151-191     | CGSCKVKCGD VGIYIDQKGR GRRLALSDKP FAFEFNKTVY F          |
|             |                                                        |

## Substituto do Açúcar?
O mecanismo de ação da miraculina tem sido alvo de estudos para ser usada como um substituto do açúcar para alimentos mais ácidos. O que se sabe é que ela liga-se às papilas degustativas da língua e altera a percepção do sabor amargo ou ácido para doce (ao comer um limão, por exemplo, ele passará a ter um sabor muito doce). Este efeito é resultado maioritariamente dos dois resíduos de histidina His29 e His59. Não é exatamente que o ácido se transforme em doce ou que nossas papilas sejam enganadas, nem que o suco de limão deixe de ter o Ph ácido de sempre. É simplesmente porque a miraculina permanece em nossa mucosa durante algum tempo e funciona como adoçante instantâneo e involuntário para todo alimento ácido que chegue perto. Por isso, é preciso ter cuidado, já que, por não alterar a química dos alimentos em si, ela pode ser um perigo para o estômago e mucosas em caso da ingestão excessiva de ácidos. Além disso, a miraculina é muito sensível a altas temperaturas, desnaturando acima dos 100ºC, tornando impossível o seu uso com alimentos quentes ou cozinhados.
De qualquer forma, alguns pesquisadores da Flórida, nos EUA, clonaram o gene que codifica a miraculina em frutas e vegetais transgênicos com objetivo de obter frutas com baixo nível de açúcar e vegetais que sejam mais agradáveis ao paladar. Outra linha de pesquisa, procura desenvolver adoçantes baseados na fruta, tendo como alvo o público diabético.
Cientistas japoneses dedicam-se a tentar sintetizar a miraculina em laboratório, por meio de modificações genéticas em tomates. 
Por enquanto, a maneira mais simples e barata de conseguir uma dose de miraculina é comprar os tabletes que contêm a polpa desidratada da fruta-milagrosa.